# Saku saku morning call
『saku saku MORNING CALL』（サクサク モーニングコール）は、1997年4月14日から2000年9月29日までテレビ神奈川（TVKテレビ）で放送されていた音楽番組。現在はtvk取締役の関佳史が制作に関わった。

## 概要
PUFFYの初レギュラー番組となった週5日間の帯番組。当初は月曜日に生放送を行っていたが、1997年10月からは金曜日にも生放送を行うようになった。（後の金曜日も含め）生放送時にはモーニングコール、天気予報、トーク、ゲスト、VTRコーナーその他という流れで行われていた。
1998年4月にSay a Little PrayerがMCに就任して以来、生放送は金曜日のみになり、収録もスタジオ収録からCG収録へ移行した。
1999年4月からは全日収録となる。そしてMCのIZAMの要望により、番組初のパペットMC「フトモモ」（登場当初は名前無し）が登場。その路線が後継番組『saku saku』に登場する増田ジゴロウ→白井ヴィンセント→ポンモップへと繋がった。
番組収録は、当時の山下町本社（放送センター）第2スタジオで1日を使って1週間分（生放送があった期間には月曜日から木曜日までの4日分、もしくは火曜日から木曜日までの3日分）をまとめ録りという形で行われていた。生放送分に限っては、同じく山下町本社（当時、放送センター）のSEAスタジオを使用していた。

## MC
| 期間   | 期間    | MC                               | MC                             | キャラクター  |
| ------ | ------- | -------------------------------- | ------------------------------ | ------------- |
| 1997.4 | 1997.9  | PUFFY 中村貴子                   | PUFFY 中村貴子                 | （不在）      |
| 期間   | 期間    | 月曜MC                           | 火曜 - 金曜MC                  | （不在）      |
| 1997.9 | 1998.3  | ユースケ・サンタマリア FLIP FLAP | PUFFY 中村貴子                 | （不在）      |
| 期間   | 期間    | MC                               | MC                             | （不在）      |
| 1998.4 | 1999.3  | Say a Little Prayer              | Say a Little Prayer            | （不在）      |
| 1999.4 | 1999.12 | IZAM                             | IZAM                           | フトモモ 青木 |
| 2000.1 | 2000.9  | 井手功二 佐々木ゆう子 久保弘毅   | 井手功二 佐々木ゆう子 久保弘毅 | フトモモ 青木 |

## 放送時間

### 本放送
- 6:45 - 7:30（1997年4月 - 1999年3月）
- 7:00 - 7:45（1999年4月 - 2000年9月）

### 再放送
1997年4月から1999年3月までは再放送無し。
- 8:00 - 8:45（1999年4月 - 2000年3月）
- 11:45 - 12:30（1999年4月 - 9月）
- 17:00 - 17:45（2000年4月 - 9月）

## テーマソング

### オープニングテーマ
- カルチャー/THEE MICHELLE GUN ELEPHANT
- アイス/THE CHEWINGGUM WEEKEND[6]

### エンディングテーマ
- 「街の音」/Daily-Echo